# Indische Frauen-Cricket-Nationalmannschaft in Südafrika in der Saison 2017/18
Die Tour der indischen Cricket-Nationalmannschaft nach Südafrika in der Saison 2017/18 fand vom 5. bis zum 24. Februar 2018 statt. Die internationale Cricket-Tour war Bestandteil der Internationalen Cricket-Saison 2017/18 und umfasste drei WODIs und fünf WTwenty20s. Indien gewann die WODI-Serie 2–1 und die WTwenty20-Serie 3–1.

## Vorgeschichte
Für beide Teams war es die erste Tour der Saison. Das letzte Aufeinandertreffen der beiden Mannschaften bei einer Tour fand in der Saison 2014/15 in Indien statt.

## Stadien
Die folgenden Stadien wurden für die Tour als Austragungsort vorgesehen.
| Stadion                 | Stadt         | Kapazität | Spiele           |
| ----------------------- | ------------- | --------- | ---------------- |
| Centurion Park          | Centurion     | 22.000    | 4. WT20          |
| Buffalo Park            | East London   | 20.000    | 2. WT20          |
| Wanderers Stadium       | Johannesburg  | 34.000    | 3. WT20          |
| Newlands Cricket Ground | Kapstadt      | 25.000    | 5. WT20          |
| De Beers Diamond Oval   | Kimberley     | 11.000    | 1. & 2. WODI     |
| Senwes Park             | Potchefstroom | 18.000    | 3. WODI; 1. WT20 |

## Kaderlisten
Indien benannte seinen WODI-Kader am 10. Januar und seinen WTwenty20-Kader 23. Januar 2018. Südafrika benannte seine Kader am 26. Januar 2018.
| WODI | WODI | WTwenty20 | WTwenty20 |
| Südafrika | Indien | Südafrika | Indien |
| --- | --- | --- | --- |
| - Dane van Niekerk (K) - Trisha Chetty - Mignon du Preez - Shabnim Ismail - Marizanne Kapp - Ayabonga Khaka - Masabata Klaas - Lizelle Lee - Suné Luus - Zintle Mali - Raisibe Ntozakhe - Andrie Steyn - Chloe Tryon - Laura Wolvaardt | - Mithali Raj (K) - Harmanpreet Kaur (VK) - Taniya Bhatia (wk) - Ekta Bisht - Rajeshwari Gayakwad - Jhulan Goswami - Veda Krishnamurthy - Smriti Mandhana - Mona Meshram - Shikha Pandey - Punam Raut - Jemimah Rodrigues - Deepti Sharma - Pooja Vastrakar - Sushma Verma (wk) - Poonam Yadav | - Dane van Niekerk (K) - Trisha Chetty - Moseline Daniels - Nadine de Klerk - Mignon du Preez - Shabnim Ismail - Marizanne Kapp - Ayabonga Khaka - Odine Kirsten - Masabata Klaas - Lizelle Lee - Suné Luus - Raisibe Ntozakhe - Chloe Tryon | - Harmanpreet Kaur (K) - Smriti Mandhana (VK) - Taniya Bhatia (wk) - Rumeli Dhar - Rajeshwari Gayakwad - Jhulan Goswami - Veda Krishnamurthy - Shikha Pandey - Nuzhat Parveen (wk) - Anuja Patil - Mithali Raj - Jemimah Rodrigues - Deepti Sharma - Pooja Vastrakar - Poonam Yadav - Radha Yadav |

## Women’s One-Day Internationals

### Erstes WODI in Kimberley
| 5. Februar Scorecard | Kimberley | Indien 213-7 (50)          | – | Südafrika 125 (43.2) |
|                      |           | Indien gewinnt mit 88 Runs |   |                      |

Indien gewann den Münzwurf und entschied sich als Schlagmannschaft zu beginnen. Als Spielerin des Spiels wurde Smriti Mandhana ausgezeichnet.

### Zweites WODI in Kimberley
| 7. Februar Scorecard | Kimberley | Indien 302-3 (50)           | – | Südafrika 124 (30.5) |
|                      |           | Indien gewinnt mit 178 Runs |   |                      |

Südafrika gewann den Münzwurf und entschied sich als Feldmannschaft zu beginnen. Als Spielerin des Spiels wurde Smriti Mandhana ausgezeichnet.

### Drittes WODI in Potchefstroom
| 10. Februar Scorecard | Potchefstroom | Indien 240-9 (50)               | – | Südafrika 241-3 (49.2) |
|                       |               | Südafrika gewinnt mit 7 Wickets |   |                        |

Indien gewann den Münzwurf und entschied sich als Schlagmannschaft zu beginnen. Als Spielerin des Spiels wurde Mignon du Preez ausgezeichnet.

## Women’s Twenty20 Internationals

### Erstes WTwenty20 in Potchefstroom
| 13. Februar Scorecard | Potchefstroom | Südafrika 164-4 (20)         | – | Indien 168-3 (18.5) |
|                       |               | Indien gewinnt mit 7 Wickets |   |                     |

Indien gewann den Münzwurf und entschied sich als Feldmannschaft zu beginnen. Als Spielerin des Spiels wurde Mithali Raj ausgezeichnet.

### Zweites WTwenty20 in East London
| 16. Februar Scorecard | East London | Südafrika 142-7 (20)         | – | Indien 144-1 (19.1) |
|                       |             | Indien gewinnt mit 9 Wickets |   |                     |

Indien gewann den Münzwurf und entschied sich als Feldmannschaft zu beginnen. Als Spielerin des Spiels wurde Mithali Raj ausgezeichnet.

### Drittes WTwenty20 in Johannesburg
| 18. Februar Scorecard | Johannesburg | Indien 133 (17.5)               | – | Südafrika 134-5 (19) |
|                       |              | Südafrika gewinnt mit 5 Wickets |   |                      |

Südafrika gewann den Münzwurf und entschied sich als Feldmannschaft zu beginnen. Als Spielerin des Spiels wurde Shibnim Ismail ausgezeichnet.

### Viertes WTwenty20 in Centurion
| 21. Februar Scorecard | Centurion | Südafrika 130-3 (15.3) | – | Indien |
|                       |           | No Result              |   |        |

Indien gewann den Münzwurf und entschied sich als Feldmannschaft zu beginnen.

### Fünftes WTwenty20 in Kapstadt
| 24. Februar Scorecard | Kapstadt | Indien 166-4 (20)          | – | Südafrika 112 (18) |
|                       |          | Indien gewinnt mit 54 Runs |   |                    |

Südafrika gewann den Münzwurf und entschied sich als Feldmannschaft zu beginnen. Als Spielerin des Spiels wurde Mithali Raj ausgezeichnet.

## Auszeichnungen

### Player of the Series
Als Player of the Series wurden der folgende Spieler ausgezeichnet.
| Serie | Player of the Series |
| ----- | -------------------- |
| WODI  | Smriti Mandhana      |
| WT20  | Mithali Raj          |

### Player of the Match
Als Player of the Match wurden die folgenden Spielerinnen ausgezeichnet.
| Spiel   | Player of the Match |
| ------- | ------------------- |
| 1. WODI | Smriti Mandhana     |
| 2. WODI | Smriti Mandhana     |
| 3. WODI | Mignon du Preez     |
| 1. WT20 | Mithali Raj         |
| 2. WT20 | Mithali Raj         |
| 3. WT20 | Shabnim Ismail      |
| 4. WT20 | –                   |
| 5. WT20 | Mithali Raj         |